# Vordingborg község
Vordingborg község (dánul Vordingborg Kommune) Dánia 98 községének (kommune, helyi önkormányzattal rendelkező közigazgatási egység) egyike. Sjælland sziget déli része, valamint Bogø, Farø, Langø, Lindholm, Masnedø, Møn, Nyord, Tærø szigetei és néhány egyéb apró sziget tartozik hozzá.  Vordingborg község Næstved és Guldborgsund községekkel határos. Lakosainak száma 45 806 fő (2016). Székhelye az 1100-as években keletkezett Vordingborg városa.

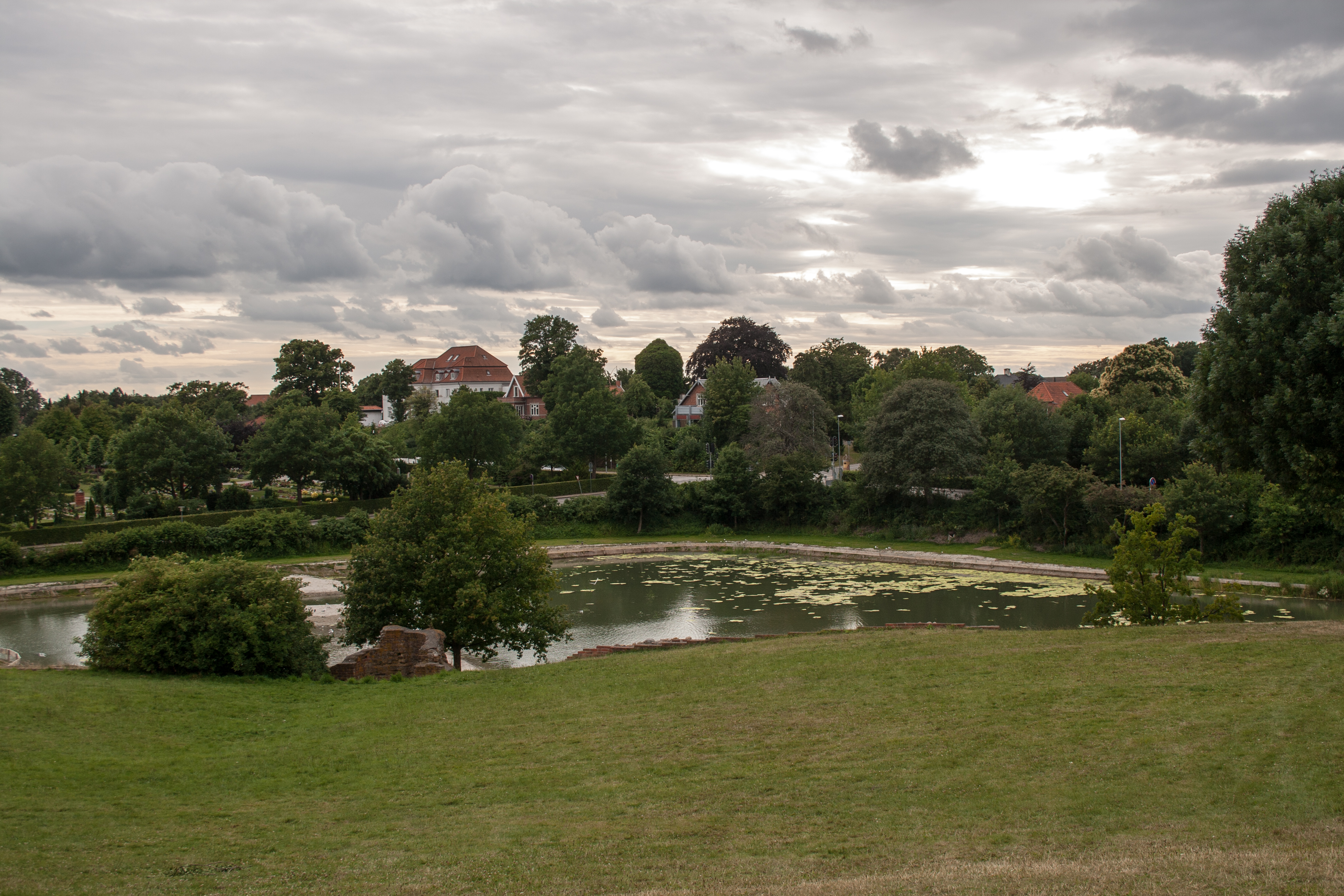
Kilátás Vordingborg várától